# Spannberg
Spannberg je městys v Rakousku ve spolkové zemi Dolní Rakousy v okrese Gänserndorf.

## Geografie

### Geografická poloha
Spannberg se nachází ve spolkové zemi Dolní Rakousy v regionu Weinviertel. Rozloha území městyse činí 19,61 km², z nichž 20,5 % je zalesněných.

### Části obce
Území městyse Spannberg se skládá pouze z jedné části.

### Sousední obce
- na severu: Zistersdorf
- na východě: Velm-Götzendorf, Ebenthal
- na jihu: Prottes, Matzen-Raggendorf
- na západě: Hohenruppersdorf, Sulz im Weinviertel

## Politika

### Obecní zastupitelstvo
Obecní zastupitelstvo se skládá z 15 členů. Od komunálních voleb v roce 2015 zastávají následující strany tyto mandáty:
- 10 ÖVP
- 5 STS

### Starosta
Nynějším starostou městyse Spannberg je Herbert Stipanitz ze strany ÖVP.